# Calciumascorbat
Calciumascorbat (auch als Calcium-L-Ascorbat bezeichnet) ist das Calciumsalz der Ascorbinsäure.

## Herstellung
Industriell wird Calciumascorbat aus Ascorbinsäure synthetisiert, welche durch die Reichstein-Synthese oder möglicherweise unter Einsatz gentechnisch veränderter Organismen gewonnen wird.

## Verwendung
Calciumascorbat findet als Antioxidationsmittel, Mehlbehandlungsmittel und als Farbstabilisator Verwendung. Es wird eingesetzt, um die Braunfärbung von frisch geschnittenem Obst zu verhindern, bei Fleisch wird es in Kombination mit Nitritpökelsalz verwendet, um die Rotfärbung des Fleisches zu erhalten.
Es wird oft in Obst- und Gemüsekonserven, Fruchtsäften und -nektaren, Konfitüre, Gelee, Marmelade, Fleisch- und Wurstwaren sowie in Brot, Backmischungen, Bier und Wein beigefügt.
Es ist in der EU als Lebensmittelzusatzstoff der Nummer E 302 ohne Höchstmengenbeschränkung für alle Lebensmittel allgemein zugelassen. Vergleichbare Zulassungen hat es auch in den USA sowie in Australien und Neuseeland.
Es wird häufig auch verwendet, um den Vitamin-C-Gehalt zu erhöhen. Wenn dies der einzige Grund ist, warum Calciumascorbat verwendet wird, darf man es als Vitamin C deklarieren, andernfalls erfolgt die Bezeichnung als „E 302“ oder „Calciumascorbat“.

## Sicherheitshinweise
In sehr hohen Dosen kann Calciumascorbat die Bildung von Blasen- und Nierensteinen begünstigen.